# 瑪麗亞·伊莉莎白 (薩克森-邁寧根)

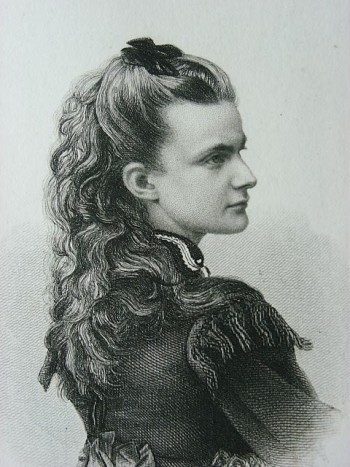

瑪麗亞·伊莉莎白（德語：Maria Elisabeth，1853年9月23日—1923年2月22日），薩克森-邁寧根公爵格奧爾格二世的女兒，母親是普魯士的夏洛特。
在父親的影響下，瑪麗亞·伊莉莎白對於音樂有著濃厚興趣。知名作曲家約翰尼斯·布拉姆斯曾親自教授瑪麗亞·伊莉莎白音樂課程，此外她亦與理查·史特勞斯、漢斯·馮·畢羅等音樂家熟識。